# Bronies: The Extremely Unexpected Adult Fans of My Little Pony
Bronies: The Extremely Unexpected Adult Fans of My Little Pony (também conhecido como BronyCon: The Documentary) é um documentário de 2012 centrado nos bronies, os fãs adultos da série animada de 2010 My Little Pony: A Amizade É Mágica. O filme foi originalmente concebido para acompanhar o dublador e produtor-executivo John de Lancie para o BronyCon do verão de 2012 em New Jersey. O projeto levantou muito mais do que o previsto, permitindo que ele crescesse em grande escala para trazer Lauren Faust, criadora original da série, e Tara Strong, a voz principal do show, como produtoras-executivas.